# マーティン・ソルヴェイグ
マーティン・ソルヴェイグ（Martin Solveig、1976年9月22日 - ）は、フランスのDJ、歌手、ソングライター、音楽プロデューサー。本名は、マルタン・ローレン・ピカンデ（Martin Laurent Picandet）。

## 略歴
幼少期は聖歌隊「The Paris Boys Choir」に参加し、フランソワ・ポルガー（François Polgár）からソプラノ・ソロの指導を受けた。
18歳の時にパリでDJとしての活動を始めた。
2011年にアルバム『スマッシュ』をリリースした。収録曲の「The Night Out」がフランスのDJマデオンによってリミックスされている。

## ディスコグラフィ

### スタジオ・アルバム
- Sur la terre (2002年)
- 『ヘドニスト -快楽主義-』 - Hedonist (2005年)
- C'est la Vie (2008年)
- 『スマッシュ』 - Smash (2011年)
- Back to Life (2023年)